# Bellium
 Bellium   L., 1771 è un genere di piante angiosperme dicotiledoni della famiglia delle Asteraceae, sottofamiglia Asteroideae, tribù Astereae (Bellis lineage) e sottotribù Bellidinae.

## Etimologia
Il nome del genere deriva dall'antico nome latino di "Bellis".
Il nome scientifico del genere è stato definito dal botanico Carl Linnaeus (1707-1778) nella pubblicazione " Mantissa Plantarum Altera. Generum editionis VI & specierum editionis II. Holmiae [Stockholm]" ( Mant. Pl. Altera 157) del 1771.

## Descrizione

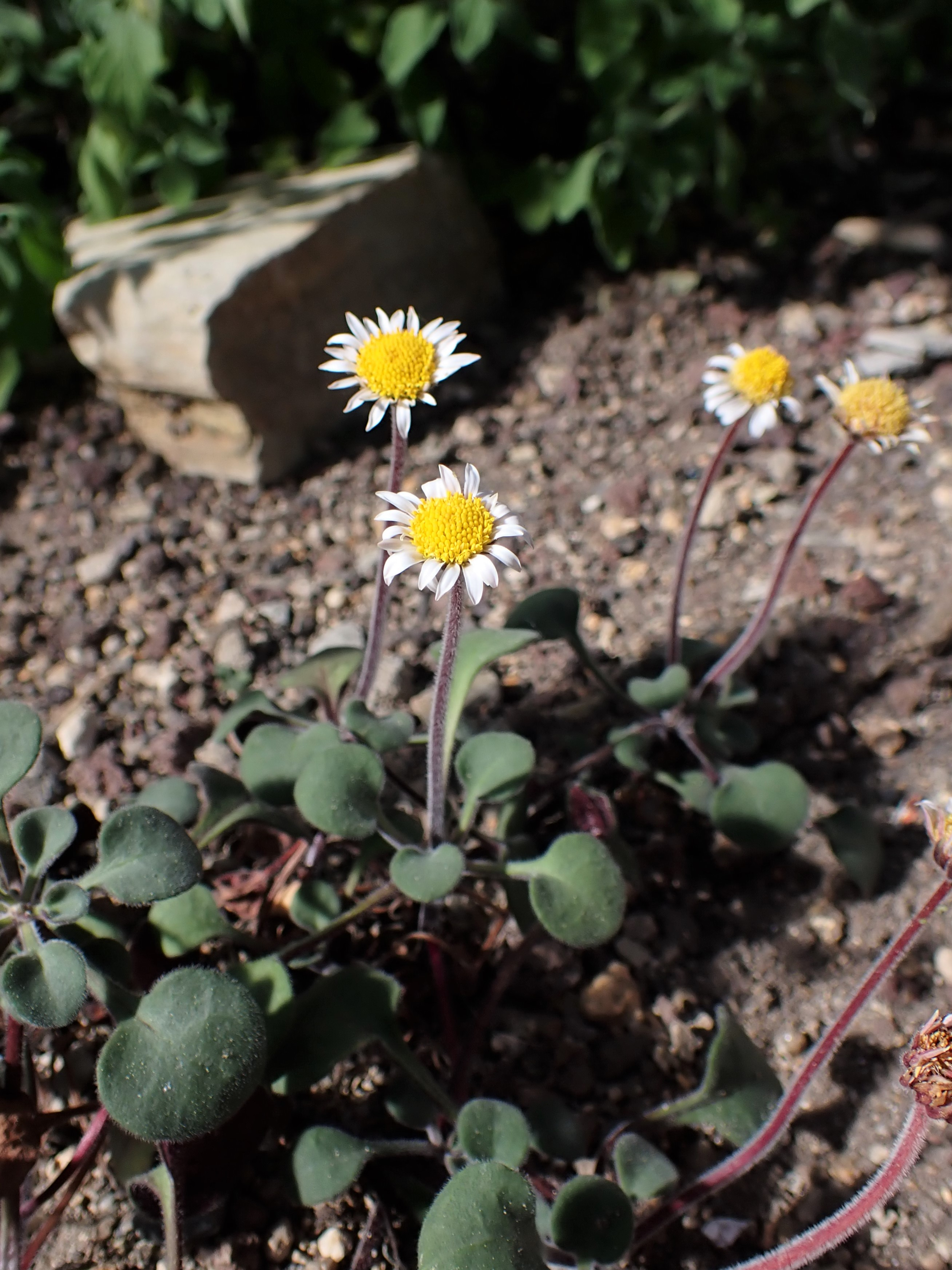
Il portamento
Bellium crassifolium

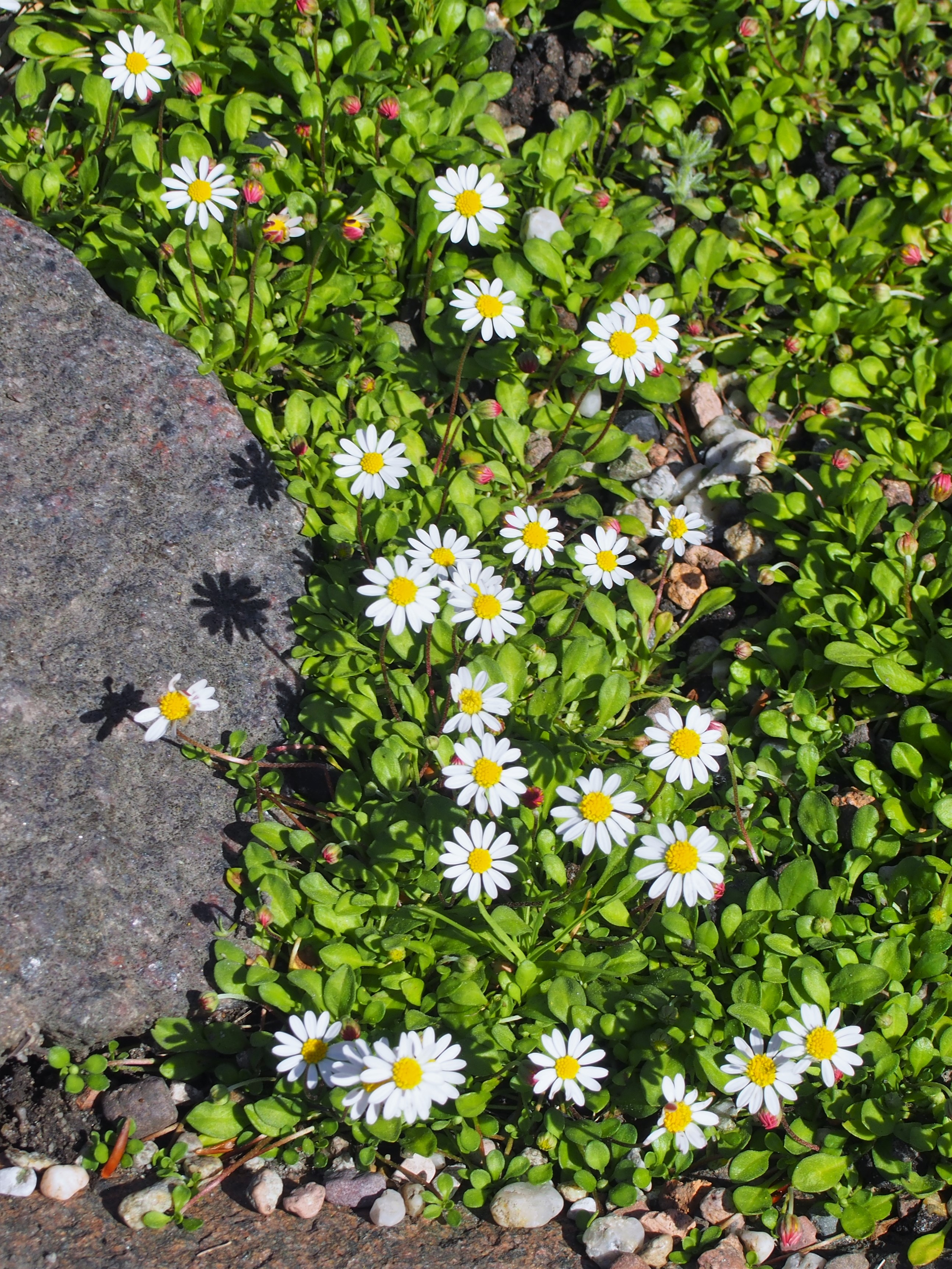
Le foglie
Bellium bellidioides

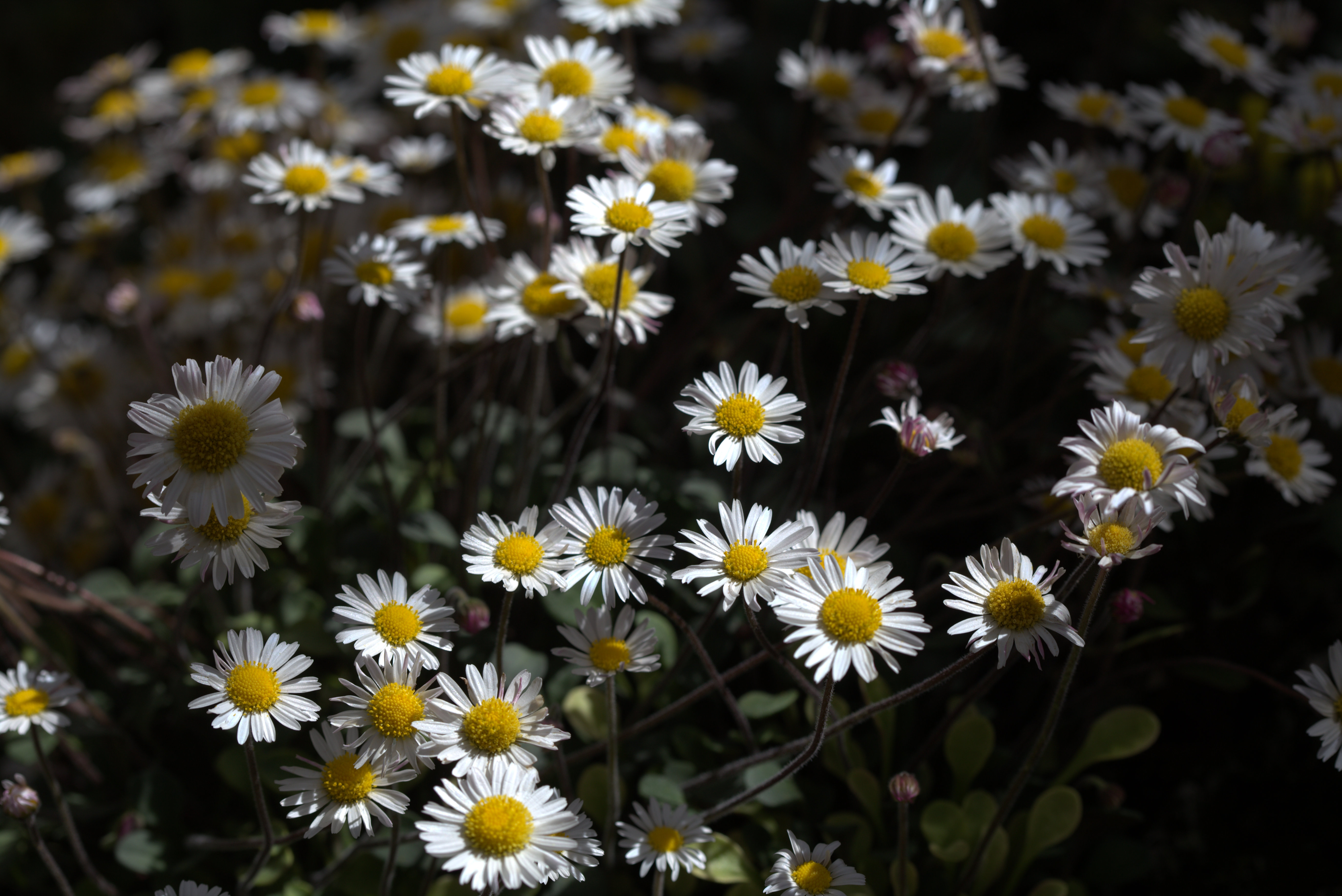
Infiorescenza
Bellium crassifolium

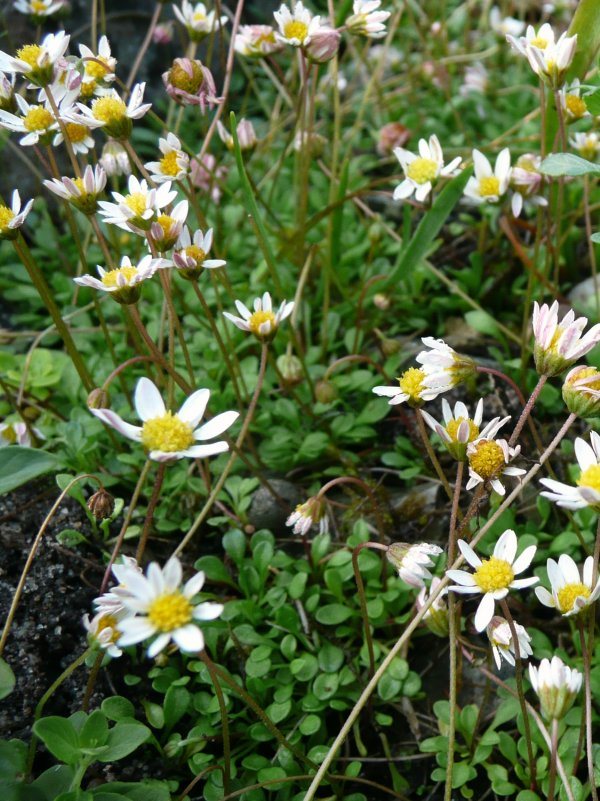
I fiori
Bellium bellidioides

Portamento.  Le specie di questo genere hanno un habitus di tipo erbaceo annuale o perenne. Sono piante più o meno acauli, senza un fusto vero e proprio: il peduncolo fiorale nasce direttamente dalla rosetta basale. Tutta la superficie è più o meno pelosa. La forma biologica prevalente è emicriptofita rosulata (H ros), ossia sono piante erbacee (quasi cespitose) perenni con gemme svernanti al livello del suolo e protette dalla lettiera o dalla neve con delle foglie disposte a formare una rosetta basale.
Fusto. Il caule è eretto e molto breve, pressoché privo di foglie (fusto afillo), alla sommità della quale si trova l'infiorescenza. L'altezza di queste piante difficilmente supera i 50 cm.
Foglie. Le foglie sono disposte in modo alternato, e quasi sempre sono picciolate. Normalmente è presente solamente una rosetta basale. Raramente si possono avere alcune foglie alla base dello scapo. La lamina delle foglie è semplice e ampia con forme da ellittico-obovate a spatolate e ristrette (lungamente) verso il picciolo mentre la parte più larga è verso l'apice della foglia; altri tipi di foglia sono a lamina più o meno circolare, lievemente dentata (o crenulata) all'apice e percorsa da un nervo centrale. Non sono presenti ghiandole.
Infiorescenza. Le sinflorescenze sono del tipo uniflora, composte da un unico capolino. Le infiorescenze vere e proprie sono composte da un capolino terminale peduncolato di tipo radiato con fiori eterogami. I capolini sono formati da un involucro, con forme da ampiamente campanulate a emisferiche, composto da diverse brattee, al cui interno un ricettacolo fa da base ai fiori di due tipi: fiori del raggio e fiori del disco. Le brattee, con forme più o meno lanceolate, ottuse all'apice, con margini scariosi, ricoperte da una sottile e irregolare peluria e a consistenza erbacea (verdi), sono disposte in modo più o meno embricato (a volte affollato) su una serie. Il ricettacolo in genere è nudo ossia senza pagliette a protezione della base dei fiori; la forma è emisferica/conica.
Fiori.  I fiori sono tetra-ciclici (formati cioè da 4 verticilli: calice – corolla – androceo – gineceo) e pentameri (calice e corolla formati da 5 elementi). Si distinguono in:
- fiori del raggio (esterni): sono femminili (fertili) e sono disposti su una sola serie; la forma è ligulata (zigomorfa);
- fiori del disco (centrali): sono più numerosi con forme brevemente tubulose (attinomorfe); sono ermafroditi.

- Formula fiorale:

*/x K {\displaystyle \infty }, [C (5), A (5)], G 2 (infero), achenio
- Calice: i sepali del calice sono ridotti ad una coroncina di squame.

- Corolla: 
  - fiori del raggio: la forma della corolla alla base è più o meno tubulosa-imbutiforme, mentre all'apice è ligulata (non è contorta); la ligula allargata può terminare con alcuni denti; il colore è bianco con sfumature rosate;
  - fiori del disco: la forma è brevemente tubulare che nel lembo si apre in modo campanulato in 4 - 5 lobi; i lobi, patenti o eretti, hanno una forma ampiamente triangolare; il colore è giallo.

- Androceo: l'androceo è formato da 5 stami sorretti da filamenti generalmente liberi; gli stami sono connati e formano un manicotto circondante lo stilo; le teche (produttrici del polline) alla base sono troncate e sono lievemente auricolate (molto raramente sono speronate o hanno una coda); le appendici apicali delle antere hanno delle forme piatte e lanceolate; il tessuto endoteciale (rivestimento interno dell'antera) è quasi sempre polarizzato (con due superfici distinte: una verso l'esterno e una verso l'interno). Il polline è sferico con un diametro medio di circa 25 micron;  è tricolporato (con tre aperture sia di tipo a fessura che tipo isodiametrica o poro) ed è echinato (con punte sporgenti).[10][12]

- Gineceo: l'ovario è infero uniloculare formato da 2 carpelli.[6] Lo stilo (il recettore del polline) è profondamente bifido (con due stigmi divergenti) e con le linee stigmatiche marginali e separate.[13] I due bracci dello stilo hanno una forma deltata e possono essere papillosi.

Frutti. I frutti sono degli acheni con pappo; in alcune specie è presente un certo dimorfismo (gli acheni dei fiori del raggio differiscono dagli acheni dei fiori del disco);
- achenio: gli acheni hanno delle forme oblunghe-obovoidi; la superficie è setolosa; la parete dell'achenio è formata da celle contenenti rafidi ma prive di fitomelanina; il carpoforo normalmente è anulare; il frutto è indeiscente;
- pappo: il pappo è formato da 4 - 6 setole barbate o in alternanza da corte squame.

## Biologia
Impollinazione: l'impollinazione avviene tramite insetti (impollinazione entomogama tramite farfalle diurne e notturne).

Riproduzione: la fecondazione avviene fondamentalmente tramite l'impollinazione dei fiori (vedi sopra).

Dispersione: i semi (gli acheni) cadendo a terra sono successivamente dispersi soprattutto da insetti tipo formiche (disseminazione mirmecoria). In questo tipo di piante avviene anche un altro tipo di dispersione: zoocoria. Infatti gli uncini delle brattee dell'involucro (se presenti) si agganciano ai peli degli animali di passaggio disperdendo così anche su lunghe distanze i semi della pianta. Inoltre per merito del pappo il vento può trasportare i semi anche a distanza di alcuni chilometri (disseminazione anemocora).

## Distribuzione e habitat
Le specie di questo genere sono distribuite nel Mediterraneo (Baleari, Corsica, Sardegna, Sicilia, Cipro e Anatolia.

## Sistematica
La famiglia di appartenenza di questa voce (Asteraceae o Compositae, nomen conservandum) probabilmente originaria del Sud America, è la più numerosa del mondo vegetale, comprende oltre 23.000 specie distribuite su 1.535 generi, oppure 22.750 specie e 1.530 generi secondo altre fonti (una delle checklist più aggiornata elenca fino a 1.679 generi). La famiglia attualmente (2021) è divisa in 16 sottofamiglie; la sottofamiglia Asteroideae è una di queste e rappresenta l'evoluzione più recente di tutta la famiglia.

### Filogenesi
La tribù Astereae (una delle 21 tribù della sottofamiglia Asteroideae) comprende circa 40 sottotribù. In base alle ultime ricerche nella tribù sono stati individuati (provvisoriamente) 5 principali lignaggi:
- Basal grade: include alcuni generi isolati, il gruppo "South American-Oceania",  alcune sottotribù africane e il gruppo dei generi legnosi del Madagascar.
- Bellis lineage: comprende le sottotribù eurasiatiche e una sottotribù africana.
- Aster lineage: include i generi asiatici di Asterinae e i principali gruppi dell'Australia e dell'Oceania.
- Baccharis lineage: include alcuni gruppi sudamericani.
- North American lineage: include la vasta gamma di sottotribù del Nordamerica, Messico e alcuni gruppi distribuiti nel Sudamerica.

Il genere  Bellium  (insieme alla sottotribù Bellidinae) è incluso nel lignaggio "Bellis lineage". Bellidinae fa parte dell'areale eurasiatico.  Da un punto di vista filogenetico il genere Bellium è strettamente collegato al genere Bellis e insieme formano un gruppo monofiletico ("gruppo fratello") all'interno della sottortribù Bellidinae. I due generi si sono diversificati dal gruppo delle Astereae, e quindi hanno colonizzato il bacino del Mediterraneo da circa 7 - 3 milioni di anni fa.
Alcuni Autori a questi due generi aggiungono il genere Bellidiastrum Less. (attualmente considerato un sinonimo del genere Osmitopsis Cass. - Il genere Osmitopsis e incluso nella sottotribù Osmitopsidinae della tribù Anthemideae); insieme formano il "Bellis group" (l'altro gruppo della sottotribù è "Galatella group").
Il cladogramma seguente, tratto dallo studio citato e semplificato, mostra una possibile configurazione filogenetica del lignaggio evidenziando la struttura del genere Bellium.
|  | Tripolium |
|  |           |
|  | Galatella |
|  |           |

|  | B. nivale                                                                       |
|  |                                                                                 |
|  | \| \| B. minutum \| \| \| \| \| \| B. bellidioides - B. artrutxense \| \| \| \| |
|  |                                                                                 |
|  | B. minutum                                                                      |
|  |                                                                                 |
|  | B. bellidioides - B. artrutxense                                                |
|  |                                                                                 |

|  | B. minutum                       |
|  |                                  |
|  | B. bellidioides - B. artrutxense |
|  |                                  |

|  | B. nivale                                                                       |
|  |                                                                                 |
|  | \| \| B. minutum \| \| \| \| \| \| B. bellidioides - B. artrutxense \| \| \| \| |
|  |                                                                                 |
|  | B. minutum                                                                      |
|  |                                                                                 |
|  | B. bellidioides - B. artrutxense                                                |
|  |                                                                                 |

|  | B. minutum                       |
|  |                                  |
|  | B. bellidioides - B. artrutxense |
|  |                                  |

|  | B. nivale                                                                       |
|  |                                                                                 |
|  | \| \| B. minutum \| \| \| \| \| \| B. bellidioides - B. artrutxense \| \| \| \| |
|  |                                                                                 |
|  | B. minutum                                                                      |
|  |                                                                                 |
|  | B. bellidioides - B. artrutxense                                                |
|  |                                                                                 |

|  | B. minutum                       |
|  |                                  |
|  | B. bellidioides - B. artrutxense |
|  |                                  |

|  | B. nivale                                                                       |
|  |                                                                                 |
|  | \| \| B. minutum \| \| \| \| \| \| B. bellidioides - B. artrutxense \| \| \| \| |
|  |                                                                                 |
|  | B. minutum                                                                      |
|  |                                                                                 |
|  | B. bellidioides - B. artrutxense                                                |
|  |                                                                                 |

|  | B. minutum                       |
|  |                                  |
|  | B. bellidioides - B. artrutxense |
|  |                                  |

|  | Tripolium |
|  |           |
|  | Galatella |
|  |           |

|  | B. nivale                                                                       |
|  |                                                                                 |
|  | \| \| B. minutum \| \| \| \| \| \| B. bellidioides - B. artrutxense \| \| \| \| |
|  |                                                                                 |
|  | B. minutum                                                                      |
|  |                                                                                 |
|  | B. bellidioides - B. artrutxense                                                |
|  |                                                                                 |

|  | B. minutum                       |
|  |                                  |
|  | B. bellidioides - B. artrutxense |
|  |                                  |

|  | B. nivale                                                                       |
|  |                                                                                 |
|  | \| \| B. minutum \| \| \| \| \| \| B. bellidioides - B. artrutxense \| \| \| \| |
|  |                                                                                 |
|  | B. minutum                                                                      |
|  |                                                                                 |
|  | B. bellidioides - B. artrutxense                                                |
|  |                                                                                 |

|  | B. minutum                       |
|  |                                  |
|  | B. bellidioides - B. artrutxense |
|  |                                  |

|  | B. nivale                                                                       |
|  |                                                                                 |
|  | \| \| B. minutum \| \| \| \| \| \| B. bellidioides - B. artrutxense \| \| \| \| |
|  |                                                                                 |
|  | B. minutum                                                                      |
|  |                                                                                 |
|  | B. bellidioides - B. artrutxense                                                |
|  |                                                                                 |

|  | B. minutum                       |
|  |                                  |
|  | B. bellidioides - B. artrutxense |
|  |                                  |

|  | B. nivale                                                                       |
|  |                                                                                 |
|  | \| \| B. minutum \| \| \| \| \| \| B. bellidioides - B. artrutxense \| \| \| \| |
|  |                                                                                 |
|  | B. minutum                                                                      |
|  |                                                                                 |
|  | B. bellidioides - B. artrutxense                                                |
|  |                                                                                 |

|  | B. minutum                       |
|  |                                  |
|  | B. bellidioides - B. artrutxense |
|  |                                  |

I caratteri distintivi del genere sono:
- le brattee dell'involucro è mono-seriato;
- il pappo è formato da un anello interno di setole e un anello esterno di scaglie.

Il numero cromosomico delle specie di questo genere è: 2n = 18.

### Elenco delle specie
Questo genere ha 5 specie:
- Bellium artrutxense P.Fraga & Rosselló
- Bellium bellidioides  L.
- Bellium crassifolium  Moris
- Bellium minutum  L.
- Bellium nivale  Req.

### Specie della flora spontanea italiana
Nella flora spontanea italiana sono presenti le seguenti specie:
- 1A: il ciclo biologico delle piante è annuale; l'altezza varia da 1 a 5 cm; i capolini hanno un diametro di 0,3 - 0,7 cm con 7 - 10 brattee; le ligule sono poco più lunghe delle brattee;

Bellium minutum  L. - Pratolina minima: l'altezza massima della pianta è di 1 - 5 cm; il ciclo biologico è annuo; la forma biologica è terofita scaposa (T scap); il tipo corologico è Centro Mediterraneo nesicolo; l'habitat tipico sono i suoli pietrosi, le rupi e le rocce costiere (ambiente nesicolo); in Italia si trova in Sicilia.
- 1B: il ciclo biologico delle piante è perenne; l'altezza varia da 3 a 20 cm; i capolini hanno un diametro di 0,8 - 2,5 cm con oltre 10 brattee; le ligule sono più lunghe delle brattee;

Bellium bellidioides  L. - Pratolina spatolata: la pianta è stolonifera; le foglie sono spatolate larghe 3 - 10 mm; le brattee sono lunghe circa 3 mm; l'altezza massima della pianta è di 2 - 15 cm; il ciclo biologico è perenne; la forma biologica è emicriptofita rosulata (H ros); il tipo corologico è Ovest Mediterraneo nesicolo; l'habitat tipico sono i pascoli, i suoli pietrosi, le rupi e le rocce costiere (ambiente nesicolo); in Italia si trova raramente in Sardegna fino ad una quota di 2.000 m s.l.m..
Bellium crassifolium  Moris - Pratolina delle scogliere: la pianta non è stolonifera; le foglie sono spatolate o orbicolari più larghe di 10 mm; le brattee sono lunghe più di 3 mm; l'altezza massima della pianta è di 10 - 20 cm; il ciclo biologico è perenne; la forma biologica è camefita suffruticosa (Ch suffr); il tipo corologico è Endemico; l'habitat tipico sono le rupi costiere; in Italia si trova raramente in Sardegna fino ad una quota di 500 m s.l.m..